# Яхим Ондржей Шлік
Яхим Ондржей Шлік (чеськ. Jáchym Ondřej Šlik; нар. 9 вересня 1569 — пом. 21 червня 1621) — державний і політичний діяч Богемського королівства, один з лідерів протестантів, діяч початкового періоду Тридцятилітньої війни.

## Життєпис
Походив з чесько-німецького шляхетського роду Шліків. Син Людвіка Юліуса Шліка та Анни Марії фон Зунек. Народився 1569 року в місті Остров в західній Богемії. Здобув гарну початкову освіту, виховувався в лютеранському дусі. Потім навчався в університеті Єни. За цим 9 років перебував в Дрездені як вихователь дітей Крістіана I Веттіна, курфюрста Саксонії. 1598 року одружився з представницею шляхетського роду Лібштейнів.
На початку 1600-х років повертається до Богемії, де стає одним з лідерів лютеран. Був учасників перемовин з імператором Рудольфом II, наслідком якого було укладання Лібенського миру 1608 року і видача «Грамоти Величності» («Маестату») 1609 року.
1611 року новий імператор Матіас I Габсбург призначає Шліка королівським маршалком Богемії. Того ж року на його кошти зведено лютеранську кірху Св. Бенедикта в Празі, а 1614 року відкрито при ній школу на кошт Шліка. 1614 року після смерті дружини одружився вдруге, отримавши як посаг маєток Свіяни у Турнові.
1617 році разом з іншими лідерами протестантів виступав проти обрання богемським королем Фердинанда Штирійського ще за життя Матіаса Габсбурга. Втім, коли найвищий бургграф Адам з Штернберку поставив на особисте голосування за кандидатуру Фердинанда, то Яхим Ондржей Шлік не наважився виступити проти.
У 1618 році брав участь у Празькій дефенестрації, подальшому голосуванні сейму за позбавлення трону Фердинанда Габсбурга. Виступив за обрання королем свого колишнього вихованця Йоганна Георга I, курфюрста Саксонії, але той відхилив пропозицію. Тому Шлік підтримав обрання новим богемським королем курфюрста Пфальца Фрідріха V Віттельсбаха. Шлік переконав Сілезію та Лужицію приєднатися до повстання. Натомість Фрідріх V 1620 року призначив його найвищим земським суддею та адміністратом Верхньої Лужиці. Втім туди вдерлися саксонські війська.
Після поразки богемських військ у битві на Білій горі втік з Богемії. Його було засуджено до страти і конфіскації майна. Деякий час вів листування, намагаючись домогтись помилування або скасування конфіскації. При цьому переховувався на півночі Богемії, у Фрідланті, де 1621 року його захопили саксонці й видали австрійцям. Невдовзі страчений в Празі.

## Родина
1. Дружина — Анна Марія, донька Ярослава Лібштейна з Коловрата
Діти:
- Анна Марія Сидонія (д/н—після 1620), дружина Пржемека II з Жеротіни
- Єлизавета, дружина Олексія Берка з Дуби
- Юліус (д/н—1623)

2. Дружина — Анна Катерина з Сміржику
дітей не було
3. Дружина — Урсула Софія фон Опперсдорф
дітей не було